# Erwin Straus
Erwin Walter Maximilian Straus (11 de noviembre de 1891, Fráncfort del Meno - 20 de mayo de 1975, Lexington (Kentucky)) fue un neurólogo, psiquiatra, psicólogo, fenomenólogo y filósofo de origen alemán. 

## Biografía
Tras estudiar Medicina en Berlín, Zúrich, Múnich y Gotinga, Straus se licenció del famoso hospital universitario Charité. De 1931 a 1935 dio clases en la Universidad Humboldt de Berlín. 
Al emigrar a los Estados Unidos, fue catedrático de Filosofía y Psicilogía en Black Mountain College en Carolina del Norte. En 1946 consiguió convalidar su título en Medicina por el Johns Hopkins University para poder ejercer en los Estados Unidos. De 1946 a 1961 fue director del Hospital de Veteranos de Lexington (Kentucky).

## Publicaciones

### En alemán
- Zur Pathogenese des chronischen Morphinismus, Berlín: S. Karger Verlag 1919
- Wesen und Vorgang der Suggestion, Berlín: S. Karger 1925
- Elektro-Diagnostik am Gesunden, Berlín: G. Stilke 1926
- «Das Problem der Individualität», en: Theodor Brugsch, Fritz H. Lewy (Hg.): Die Biologie der Person, Bd. I: Allgemeiner Teil der Personallehre, Berlín, Viena: Urban und Schwarzenberg 1926, S. 25-134
- Geschehnis und Erlebnis: zugleich eine historiologische Deutung des psychischen Traumas und der Renten-Neurose, Berlín: Springer 1930, Nachdr. Berlín, Nueva York: Springer 1978, ISBN 3-540-08805-9 und ISBN 0-387-08805-9
- Vom Sinn der Sinne. Ein Beitrag zur Grundlegung der Psychologie, Berlín: J. Springer 1935. 2.,
- «Ein Beitrag zur Pathologie des Zwangserscheinungen». Monatschrift für Psychiatrie und Neurologie, Band 98, Heft 2, 1938.

### En inglés
- On Obsession: A Clinical and Methodological Study (Nervous And Mental Disease Monographs, No. 73), Nueva York: Coolidge Foundation 1948 y 1968, ISBN 0384586309
- «Aesthesiology and Hallucinations» en Existence: A New Dimension in Psychiatry and Psychology ed. Rollo May et al (1958)
- Man, Time, and World: Two Contributions to Anthropological Psychology (1982, Humanities Press)
- Language and Language Disturbances (1974, Duquesne University Press)
- Psychiatry and Philosophy (1969, Springer)
- Phenomenology: Pure and Applied (The First Lexington Conference) (1964, Duquesne University Press)
- (Con Richard M. Griffith:) Phenomenology of Will and Action: The Second Lexington Conference on Pure and Applied Phenomenology, Pittsburgh: Duquesne University Press 1967
- (Con Richard M. Griffith:) Phenomenology of Memory: The Third Lexington Conference on Pure and Applied Phenomenology, Pittsburgh: Duquesne University Press 1970
- (Con Richard M. Griffith:) Aisthesis and Aesthetics: The Fourth Lexington Conference on Pure and Applied Phenomenology, Pittsburgh: Duquesne University Press 1970
- On Obsession: A Clinical and Methodological Study (1987, Johnson Reprint Corp)
- Phenomenological Psychology (1966, Basic Books)
- Phenomenology of Memory (1970, Duquesne University Press)